# ばくばくアニマル
ばくばくアニマルは、1995年にセガによってリリースされた落ち物パズルアーケードゲーム。のちに「ばくばくアニマル 世界飼育係選手権」のタイトルで、セガサターン版、ゲームギア版、PC（Windows 95）版もリリースされた。セガでは初のネットワーク互換PCゲームでもある。海外では「Baku Baku」の表記で発売されている。
2013年には、Android向け「ばくばくアニマル」が茂呂真由美によりリデザインされ、auスマートパス版としてリリースされた。

## ゲームプレイ
決められた種類の餌ブロック・動物ブロックを重ねてブロックを動物が食べ（消す）て連鎖を作っていく落ち物パズルゲーム。
ブロックには餌ブロックと動物ブロックの2種類、それぞれ4つの組み合わせがあり、決められた組み合わせでないと消すことはできない。
|    | 動物ブロック | 餌ブロック |
| -- | ------------ | ---------- |
| 赤 | ウサギ       | ニンジン   |
| 青 | 犬           | 骨         |
| 黄 | サル         | バナナ     |
| 緑 | パンダ       | 笹         |

ブロックの割合は餌・動物が3:1の割合となっており、決められたターンで落ちてくるお助けアイテムのコインブロックは落とした場所と同じブロックを全て消すことができる。

## 評価
セガサターン版はリリース時に批評家の称賛を受け、ゲーム雑誌「マキシマム」は「これまでに見た中で最高の「次世代」パズルゲーム」と評価している。『セガサターンマガジン』は「テトリス以来最も中毒性のあるパズルプレイのいくつか」、GameSpotは「パズルゲームに少しでも興味を示すセガサターンのユーザー」であれば「必需品」であり、GameProは「間違いなくこれまでの世界で最高のパズルゲーム」と、高い評価を受けた。
批評家には、2人用の競争モードで中毒性のあるゲームプレイが賞賛され、かわいらしいグラフィックとサウンドも評価の対象となった。
ゲームギア版についてレビューを行ったエレクトロニック・ゲーミング・マンスリーの4人のレビュアーは、本作のゲームプレイのコンセプトはシンプルでアクセスしやすいものでありながら、ベテランプレーヤーでも参加できる十分な戦略的可能性があるとコメントした。アンドリュー・バランはそれを「誰もが楽しむことができるごく普通の楽しみ」と要約した。